# Bahnstrecke Kausche–Lauta
| Streckennummer: | LGB 1               |                                          |                                          |
| Streckenlänge: | 25 km               |                                          |                                          |
| Spurweite: | 900 mm (Schmalspur) |                                          |                                          |
| Stromsystem: | 1200 V =            |                                          |                                          |
| Streckengeschwindigkeit: | 30 km/h             |                                          |                                          |
| |                     |                                          |                                          |
| \| \| \| \| \| \| \| 0,0 \| Anst Brikettfabrik Kausche \| Anst Brikettfabrik Kausche \| \| \| 2,25 \| Anst Brikettfabrik Clara I \| Anst Brikettfabrik Clara I \| \| \| 5,05 \| Anst Brikettfabrik Haidemühl \| Anst Brikettfabrik Haidemühl \| \| \| 5,15 \| Kreuzung mit Werkbahn \| Kreuzung mit Werkbahn \| \| \| 5,80 \| Hauptstraße (L 522) \| Hauptstraße (L 522) \| \| \| 5,95 \| Bahnstrecke Proschim-Haidemühl–Spremberg \| Bahnstrecke Proschim-Haidemühl–Spremberg \| \| \| 6,80 \| Wirtschaftsweg \| Wirtschaftsweg \| \| \| 7,65 \| Landesgrenze Sachsen–Brandenburg \| Landesgrenze Sachsen–Brandenburg \| \| \| 8,15 \| \| 115 m \| \| \| 8,85 \| Bahnstrecke Knappenrode–Sornoer Buden \| Bahnstrecke Knappenrode–Sornoer Buden \| \| \| \| \| \| \| \| 9,15 \| Abzw Bluno [Stw 25S] 115 m \| Abzw Bluno [Stw 25S] 115 m \| \| \| \| \| \| \| \| \| Bahnstrecke Bluno–Knappenrode u. Sabrodt \| \| \| \| 9,20 \| Dorfaue (B 156) \| Dorfaue (B 156) \| \| \| 14,00 \| Durchlass \| Durchlass \| \| \| 17,30 \| Durchlass \| Durchlass \| \| \| 18,25 \| Anst Grube Erika Nord \| Anst Grube Erika Nord \| \| \| 18,40 \| Kortitzmühle [Stw 9S] \| 110 m \| \| \| 18,45 \| Alte Berliner Straße \| Alte Berliner Straße \| \| \| 18,50 \| Schwarze Elster[1] \| Schwarze Elster[1] \| \| \| 18,55 \| Graben \| Graben \| \| \| 19,85 \| Bahnstrecke Kortitzmühle–Meuro \| 114 m \| \| \| 22,40 \| Bbf Laubusch [Stw 1S] \| 115 m[2] \| \| \| 22,5 \| Bunkerbrücke Brikettfabrik Laubusch[3] \| 115 m \| \| \| 22,55 \| Bahnstrecke Knappenrode–Laubusch \| 115 m \| \| \| 23,0 \| Hauptstraße Laubusch[4] \| Hauptstraße Laubusch[4] \| \| \| 23,3 \| Durchlass Schleichgraben \| Durchlass Schleichgraben \| \| \| 23,60 \| Kreuzungsbauwerk Werkbahn \| Kreuzungsbauwerk Werkbahn \| \| \| 24,4 \| B 96 \| B 96 \| \| \| 24,6 \| Bunkerbrücke Kraftwerk Lauta[5] \| Bunkerbrücke Kraftwerk Lauta[5] \| \| \| 24,68 \| Kreuzungsbauwerk Werkbahn \| 125 m \| \| \| 24,95 \| \| 125 m \| |                     |                                          |                                          |
| Strecke (außer Betrieb) |                     |                                          |                                          |
| Abzweig geradeaus und nach links (Strecke außer Betrieb) | 0,0                 | Anst Brikettfabrik Kausche               | Anst Brikettfabrik Kausche               |
| Abzweig geradeaus und nach links (Strecke außer Betrieb) | 2,25                | Anst Brikettfabrik Clara I               | Anst Brikettfabrik Clara I               |
| Abzweig geradeaus und nach links (Strecke außer Betrieb) | 5,05                | Anst Brikettfabrik Haidemühl             | Anst Brikettfabrik Haidemühl             |
| Kreuzung mit U-Bahn (Strecken außer Betrieb) | 5,15                | Kreuzung mit Werkbahn                    | Kreuzung mit Werkbahn                    |
| Brücke (Strecke außer Betrieb) | 5,80                | Hauptstraße (L 522)                      | Hauptstraße (L 522)                      |
| Kreuzung geradeaus oben (Strecken außer Betrieb) | 5,95                | Bahnstrecke Proschim-Haidemühl–Spremberg | Bahnstrecke Proschim-Haidemühl–Spremberg |
| Brücke (Strecke außer Betrieb) | 6,80                | Wirtschaftsweg                           | Wirtschaftsweg                           |
| Grenze (Strecke außer Betrieb) | 7,65                | Landesgrenze Sachsen–Brandenburg         | Landesgrenze Sachsen–Brandenburg         |
| Brücke (Strecke außer Betrieb) | 8,15                |                                          | 115 m                                    |
| Kreuzung geradeaus oben (Strecken außer Betrieb) | 8,85                | Bahnstrecke Knappenrode–Sornoer Buden    | Bahnstrecke Knappenrode–Sornoer Buden    |
| |                     |                                          |                                          |
| Blockstelle (Strecke außer Betrieb) | 9,15                | Abzw Bluno [Stw 25S] 115 m               | Abzw Bluno [Stw 25S] 115 m               |
| |                     |                                          |                                          |
| Abzweig geradeaus und nach links (Strecke außer Betrieb) |                     | Bahnstrecke Bluno–Knappenrode u. Sabrodt | Bahnstrecke Bluno–Knappenrode u. Sabrodt |
| Brücke (Strecke außer Betrieb) | 9,20                | Dorfaue (B 156)                          | Dorfaue (B 156)                          |
| Brücke über Wasserlauf (Strecke außer Betrieb) | 14,00               | Durchlass                                | Durchlass                                |
| Brücke über Wasserlauf (Strecke außer Betrieb) | 17,30               | Durchlass                                | Durchlass                                |
| Abzweig geradeaus und nach links (Strecke außer Betrieb) | 18,25               | Anst Grube Erika Nord                    | Anst Grube Erika Nord                    |
| Dienststation / Betriebs- oder Güterbahnhof (Strecke außer Betrieb) | 18,40               | Kortitzmühle [Stw 9S]                    | 110 m                                    |
| Strecke mit Straßenbrücke (Strecke außer Betrieb) | 18,45               | Alte Berliner Straße                     | Alte Berliner Straße                     |
| Brücke über Wasserlauf (Strecke außer Betrieb) | 18,50               | Schwarze Elster                          | Schwarze Elster                          |
| Brücke über Wasserlauf (Strecke außer Betrieb) | 18,55               | Graben                                   | Graben                                   |
| Abzweig geradeaus und nach rechts (Strecke außer Betrieb) | 19,85               | Bahnstrecke Kortitzmühle–Meuro           | 114 m                                    |
| Dienststation / Betriebs- oder Güterbahnhof (Strecke außer Betrieb) | 22,40               | Bbf Laubusch [Stw 1S]                    | 115 m                                    |
| Abzweig geradeaus und nach rechts (Strecke außer Betrieb) | 22,5                | Bunkerbrücke Brikettfabrik Laubusch      | 115 m                                    |
| Abzweig geradeaus und nach rechts (Strecke außer Betrieb) | 22,55               | Bahnstrecke Knappenrode–Laubusch         | 115 m                                    |
| Brücke (Strecke außer Betrieb) | 23,0                | Hauptstraße Laubusch                     | Hauptstraße Laubusch                     |
| Brücke über Wasserlauf (Strecke außer Betrieb) | 23,3                | Durchlass Schleichgraben                 | Durchlass Schleichgraben                 |
| Kreuzung geradeaus oben (Strecken außer Betrieb) | 23,60               | Kreuzungsbauwerk Werkbahn                | Kreuzungsbauwerk Werkbahn                |
| Brücke (Strecke außer Betrieb) | 24,4                | B 96                                     | B 96                                     |
| Brücke (Strecke außer Betrieb) | 24,6                | Bunkerbrücke Kraftwerk Lauta             | Bunkerbrücke Kraftwerk Lauta             |
| Kreuzung geradeaus oben (Strecken außer Betrieb) | 24,68               | Kreuzungsbauwerk Werkbahn                | 125 m                                    |
| Strecke (außer Betrieb) | 24,95               |                                          | 125 m                                    |

Die  Bahnstrecke Kausche–Lauta war eine schmalspurige elektrische Förderbahn der Lausitzer Grubenbahn mit 900 mm Spurweite.
Die Bahnstrecke berührte die heutigen Ortsbereiche von Laubusch und Lauta und lief von dort nördlich zwischen dem Partwitzer, Neuwieser und Blunoer Südsee um letzteren herum bis zur Ortschaft Bluno. Um diese Ortschaft herum ging die Strecke über die sächsisch-brandenburgische Grenze bis zum ehemaligen Hauptfirmensitz in Welzow im Landkreis Spree-Neiße. In dieser Form bestand die Strecke bis 1993.
Von 1994 an wurde die Bahnstrecke abgebaut. Im Rahmen der Rekultivierung wurde der Abschnitt vom sogenannten Brandenburger Tor nördlich von Laubusch bis Welzow als Radweg umgebaut.

## Geschichte

### Entstehung

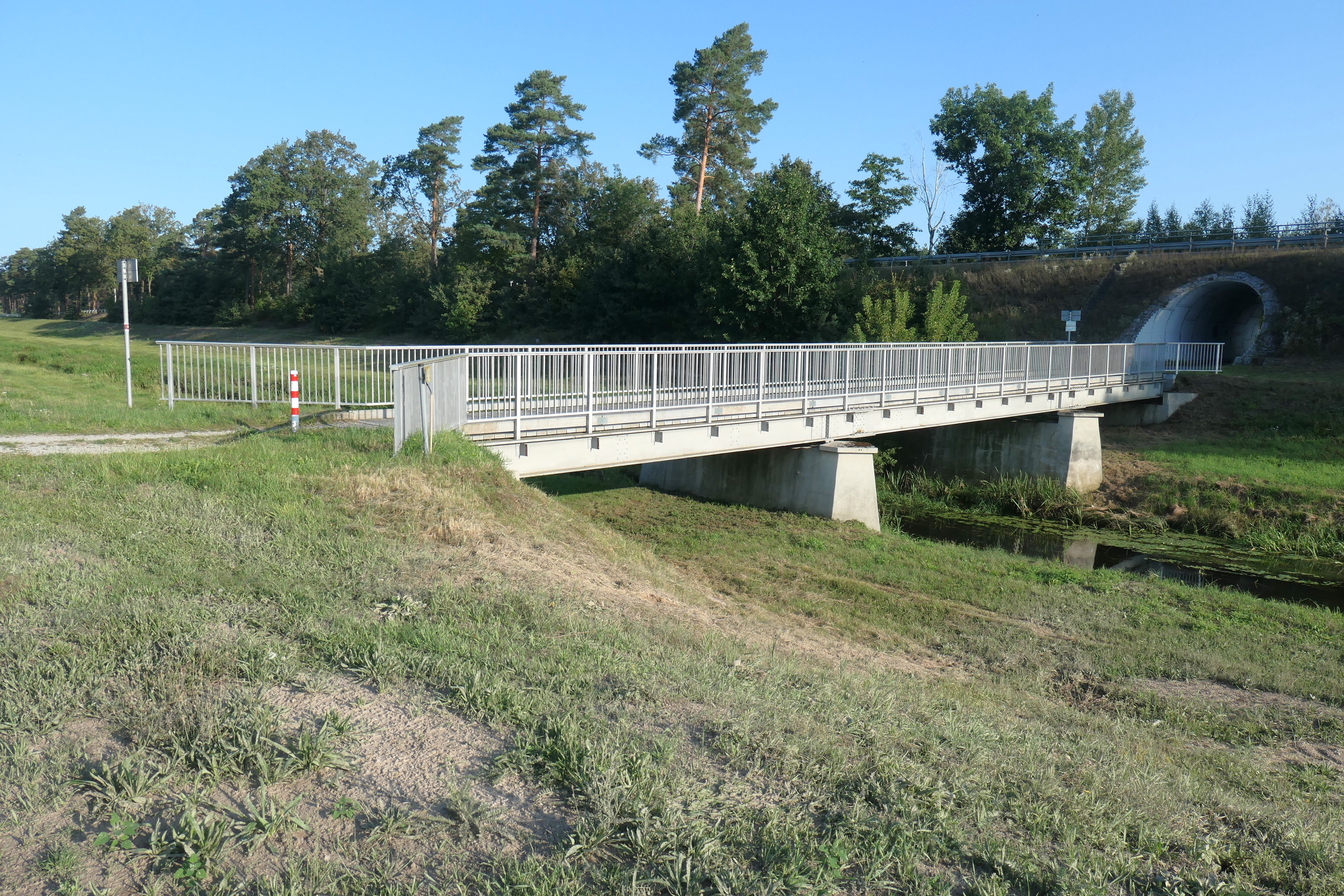
Radweg über die Brücke der Schwarzen Elster bei Kortitzmühle

Bereits vor dem Ersten Weltkrieg waren die Braunkohlefelder um Laubusch bekannt. Während des Krieges wurde das Lautawerk in unmittelbarer Nähe aufgebaut. Für die Versorgung des Kraftwerkes wurde eine 3 km lange Werkbahn der Ilse Bergbau-A.G. von der Braunkohlengrube Erika in Laubusch mit der dortigen Brikettfabrik zum Lautawerk gebaut. Dabei entstanden als Zufahrten zu den Kohlebunkern zwei Förderbrücken, die sogenannte Weiße Brücke in Lauta als Spannbetonbrücke und die Schwarze Brücke als Zufahrt zur Brikettfabrik Laubusch als Stahlbrücke. Auf diesen beiden Bauwerken konnten später keine umgespurten Gleise verlegt werden.
Von 1918 an führte eine normalspurige Kohleverbindungsbahn vom Tagebau in Laubusch zum Kraftwerk Trattendorf, die sogenannte Trattendorfbahn. Die heutigen Seen sind später durch Flutung der Tagebaurestlöcher entstanden. Um 1935 wurde die Werkbahn von Lauta nach Laubusch bis zur Grube Erika Nord verlängert. Dabei wurde die Trattendorfbahn unterbrochen und von Laubusch an als Schmalspurbahn mit 900 mm Spurweite weitergeführt. Dabei wurde unter anderem das Bett der Schwarzen Elster verlegt und bei Kortitzmühle mit einer dreispurigen Kanalbrücke überquert, um 1944 begann der Kohletransport.
1939 wurde vom Hauptsitz des Konzerns Werminghoff in Welzow über den Tagebau und Brikettfabrik Haidemühl bis Bluno eine weitere schmalspurige Bahnstrecke neben der Bahnstrecke Neupetershain–Hoyerswerda und weiter über die Bahnstrecke Bluno–Knappenrode zur Grube Werminghoff I (bei der Brikettfabrik Knappenrode) in Betrieb genommen. Gleichzeitig war von dort über die Bahnstrecke Knappenrode–Laubusch die Grube Clara III und die Brikettfabrik Zeißholz erreichbar. Damit waren die zum Konzern gehörenden Tagebaue und Verarbeitungsbetriebe miteinander verbunden. Über den Fahrzeugeinsatz auf den mit 1000 V Gleichspannung betriebenen Bahnstrecken ist nichts bekannt.

### Erweiterung nach dem Zweiten Weltkrieg

Darstellung der Bahnlinie (violette Färbung) im letzten Betriebszustand auf der Karte der Bahnstrecke Knappenrode–Sornoer Buden

Nach dem Zweiten Weltkrieg wurden die Betriebe verstaatlicht. Mit weiteren Verbindungsbahnen wurden die vormals konkurrierenden Betriebe miteinander verbunden. 1946 fand der Lückenschluss zwischen den Betriebsbahnhöfen Kortitzmühle und Bluno statt. Die Verbindung mit der Trattendorfbahn musste 1958 mit dem Vordringen des Tagebaues Bluno in seiner heutigen Form als Radweg um diesen herumgelegt werden. Die Spannung der Oberleitung wurde auf 1200 V Gleichspannung angehoben, die Züge mit Lokomotiven der Bauart LEW EL 3 bespannt. Diese beförderten Kipper-Kohlewagen der Gothaer Waggonfabrik mit einem Fassungsvermögen von 56 Kubikmetern.
Alle weiteren Kohlebahnen in der Lausitz wurden nun in Normalspur gebaut. Die Schmalspurstrecken wurden weiterhin für die schon bestehenden Großabnehmer gebraucht. Deshalb  entstanden mehrere Umladestellen Schmalspur/Normalspur. Im Einzugsbereich von Bluno wurde in Sabrodt eine Anlage gebaut und eine Stichbahn nach Bluno verlegt. Durch den Bau des Gaskombinates Schwarze Pumpe und der Bahnstrecke Knappenrode–Sornoer Buden (Kleiner Kohlering der Deutschen Reichsbahn) entstanden weitere Abnehmer.

### Gegenwart
Da 1992 die Brikettfabriken in Laubusch, Haidemühl, Zeißholz und Knappenrode geschlossen sowie die Belieferung des Lautawerkes beendet wurde, wurden die schmalspurigen Grubenbahnen nicht mehr benötigt. Erste Rückbaumaßnahmen begannen in den 1990er Jahren durch den Abbau der Bunkerbrücken in Laubusch und Lauta und der Verbindungsbahn zwischen beiden Werken. Im Jahr 2003 waren die Grubenbahnbrücken in Proschim und über die Schwarze Elster bei Kortitzmühle noch vorhanden. Während erstere 2019 abgerissen wurde, wird die andere für einen Fahrradweg verwendet.
Im Rahmen von Rekultivierungsmaßnahmen wurde fast die gesamte Bahnstrecke von Kortitzmühle nördlich als Fahrradweg verwendet. Der Bereich um den Tagebau und die Brikettfabrik Laubusch ist noch gesperrtes Bergbausanierungsgebiet. Die gesamte Strecke mit der Stichbahn nach Sabrodt wurde komplett abgetragen.